# Notação de Einstein
Em matemática, em particular em álgebra multilinear, a notação de Einstein é uma convenção introduzida por Albert Einstein em 1916 para simplificar a escrita de somatórios.
A notação de Einstein consiste em omitir o símbolo de somatório e interpretar índices que se repetem uma vez em um mesmo termo como indicador desse somatório (em certos contextos pode ser exigido que estes índices apareçam uma vez em cima e uma vez em baixo). Índices que não se repetem não representam somatórios, mas o número de equações.  

## Exemplos
- Dados dois vectores {\displaystyle v=[v_{i}]\,\!} e {\displaystyle w=[w_{i}]\,\!}, o produto escalar entre v e w representa-se por {\displaystyle v\cdot w=v_{i}w_{i}\,\!}
- Dados uma matriz {\displaystyle A=[a_{ij}]\,\!} e um vector {\displaystyle v=[v_{j}]\,\!}, o produto de A por v representa-se por {\displaystyle A\cdot v=a_{ij}v_{j}\,\!}
- O traço de uma matriz {\displaystyle A=[a_{ij}]\,\!} representa-se por {\displaystyle a_{ii}\,\!}.